# Thymoites wangi
Thymoites wangi es una especie de araña araneomorfa del género Thymoites, familia Theridiidae. Fue descrita científicamente por Zhu en 1998.
Habita en China.